# State Grid Corporation of China
State Grid Corporation of China je čínská firma zabývající se energetikou.
Jedná se o 2. největší firmu na světě. Její příjmy činí 329 bilionů dolarů. Jelikož se jedná o státní firmu, tak se v Číně jedná o monopol. Má také podíl v energetických společnostech na Filipínách, Malajsii, ale například také v Austrálii. Tato firma celkem zaměstnává okolo 2 000 000 lidí.

## Popis společnosti
SGCC byla založena 29. 12. 2002 jako podnik schválený radou státu. Celkový kapitál této společnosti je 536,3 miliard RMB. Poskytuje energii pro 1,1 miliardy lidí v 26 provinciích, autonomních oblastech a obcích, které pokrývají 88 % státu. Mimo to má také akciové podíly v dalších energetických firmách jako například v Brazílii, Portugalsku nebo na Filipínách. Hlavní oblast podnikání této společnosti je výstavba a provoz energetické sítě.

## Central Tibet grid interconnection project
Tento projekt vyvolal velký mediální ohlas. Byl zahájen 10. 4. 2017 v Njingčchi v Tibetu. Bude se jednat o zvětšení energetické sítě v oblasti Tibetu. Celková investice do tohoto projektu je odhadována na 16,2 miliardy RMB. Podle plánu bude projekt rozšiřovat 16 rozvoden s napětím 110 kV a více. Celkem bude vybudováno 2 738 km kabelů pro přenos elektřiny. Jedná se o velmi náročný projekt vzhledem k velké nerovnosti terénu, jelikož výstavba bude probíhat v horách v nadmořské výšce větší jak 4000 m n. m. Hlavním cílem tohoto projektu je zlepšení a zkvalitnění přenosu elektrické energie a také zkvalitnění bezpečnosti a zlepšení podmínek v obdobích sucha v zimě. Výstavba by měla být dokončena v roce 2018.